# Geodorum attenuatum
Geodorum attenuatum är en orkidéart som beskrevs av William Griffiths. Geodorum attenuatum ingår i släktet Geodorum och familjen orkidéer. Inga underarter finns listade i Catalogue of Life.